# Manuel Weber
Manuel Weber (ur. 28 sierpnia 1985 w Villach) – austriacki piłkarz występujący na pozycji pomocnika. Były zawodnik FC Kärnten oraz Austrii Kärnten. Od 2009 roku do 2014 występował w Sturmie Graz. Latem 2014 przeszedł do Wolfsberger AC. W 2016 roku zakończył karierę.